# Villa de Gaby Deslys

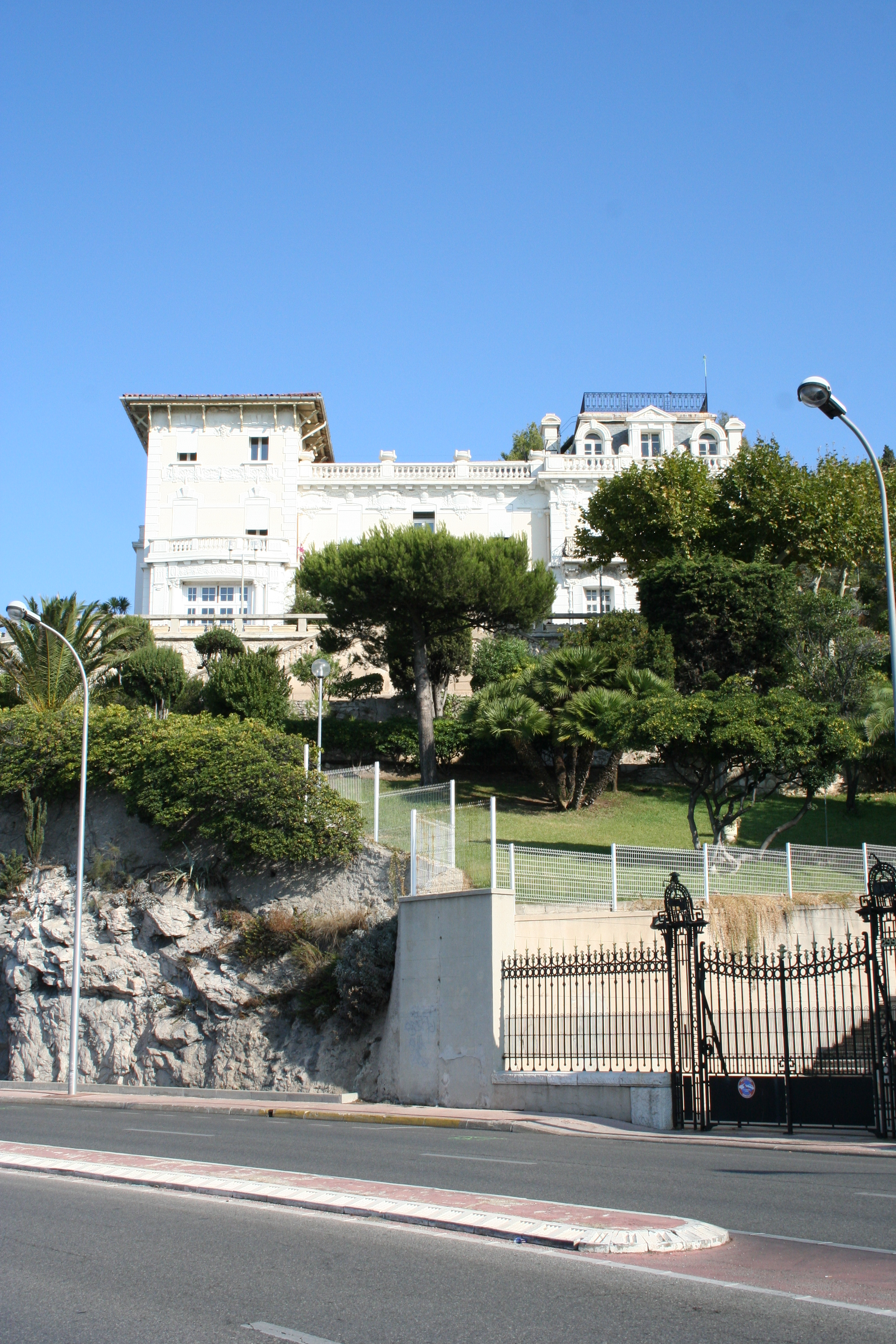
La villa de Gaby Deslys.

La villa de Gaby Deslys, appelée aussi Villa Gaby, est l'une des plus belles et plus célèbres villas de la corniche Kennedy à Marseille dans le 7e arrondissement. Elle est située au 285, corniche Kennedy à proximité du château Berger, du Marégraphe et de la villa Valmer. 

## Histoire et nom
Le terrain de l'actuelle maison a été acheté tout d'abord par Edmond Houïtte de la Chesnais. Ensuite, le banquier Léon Bonasse y fait bâtir la villa Lafont. 
C'est le 14 juillet 1918 que la vedette du music-hall Gaby Deslys décide d'acheter aux enchères le somptueux palais dit Villa Maud à l’industriel Jean-Baptiste Ribaudo pour la somme de 500 000 francs afin de pouvoir s'y reposer.
Devenue très riche et très célèbre mais frappée par la tuberculose, elle meurt en 1920, en léguant sa maison à la ville de Marseille dans l'optique que la villa devienne un hôpital. Une légende raconte que la vedette jeta tous ses bijoux à la mer... On l'a ainsi renommée Villa de Gaby Deslys voire tout simplement Villa Gaby.
Cependant elle ne doit pas être confondue avec l’île Degaby située au large de la corniche Kennedy. 
Malgré les dernières volontés de l'actrice, la villa est en proie à l'abandon pendant près de vingt ans. À la suite de l'armistice de 1940, l'état-major allemand prend possession des lieux. L'intervention militaire des armées américaines et françaises permet de reprendre la butte Bompard. Après la guerre, la villa va d'abord devenir un centre d'hébergement des juifs de France qui souhaitent rejoindre le nouvel État d'Israël. Ce n'est qu'en 1958, trente-huit ans après le décès de Gaby Deslys, que la ville de Marseille fait don de la villa à l'Assistance publique des hôpitaux de Marseille (AP-HM), conformément aux attentes de l'artiste qui voulait en faire un hôpital. 
En 1990, la France décide d'y héberger le général Michel Aoun, président du Conseil des ministres libanais, après son appel à ses fidèles au cessez-le-feu, lui qui est alors poursuivi par les armées syriennes pendant la guerre du Golfe.
Aujourd'hui, la villa appartient toujours à l'AP-HM.
MCO Congrès, l'un des leaders français - et marseillais - de l'organisation de congrès scientifiques est aux commandes de la Villa depuis 2015 pour quinze années. Elle accueille régulièrement des séminaires, réunions, et soirées de lancement de produits.

## Descriptions
Cette villa à l'italienne possède de très grandes richesses. Le mobilier, le jardin, les statues ou encore la vue sur la rade de Marseille et les îles du Frioul en ont fait l'une des folies de la Corniche semblable à d'autres villas comme la villa Valmer. Entièrement blanche, la villa possède quinze chambres aujourd'hui destinés en majorité aux médecins de renommée internationale.
Un tableau du peintre baroque français Michel Serre (1658-1733) est exposé dans la villa : La résurrection de Lazare.